# Porphyrinia grata
Porphyrinia grata là một loài bướm đêm trong họ Noctuidae.